# 普雷斯古茨
普雷斯古茨是奥地利施蒂利亚州魏茨县的一个市镇。总面积6.41平方公里，总人口392人，人口密度61.2人/平方公里（2005年）。